# Dirección General de Biodiversidad, Bosques y Desertificación
La Dirección General de Biodiversidad, Bosques y Desertificación (DGBBD) de España es el órgano directivo del Ministerio para la Transición Ecológica y el Reto Demográfico, dependiente de la Secretaría de Estado de Medio Ambiente, responsable de desarrollar las políticas del Departamento relativas a todo tipo de biodiversidad, de política forestal y de desertificación.

## Historia

### Primera etapa (1996-2004)
El órgano directivo se crea por primera vez en la reforma del Ministerio de Agricultura, Pesca y Alimentación del verano de 1995. Entre los cambios que más afectan a esta dirección general, está la desaparición del Instituto Nacional de Conservación de la Naturaleza (ICONA), que se refunde con el Instituto Nacional de Reforma y Desarrollo Agrario (IRYDA) para dar lugar al Organismo Autónomo de Parques Nacionales (OAPN).
A consecuencia de esto, se crea la Dirección General de Conservación de la Naturaleza, responsable de la ordenación y protección de la flora, la fauna, los hábitat y ecosistemas naturales, del establecimiento de las directrices para la organización y ampliación de los Parques Nacionales, así como de protección de los montes, política forestal e incendios forestales. Para ejercer sus funciones, se le adscribieron las subdirecciones generales de Espacios Naturales y Vida Silvestre y de Control de la Erosión y Desarrollo Forestal, y a al director general se le otorgó la vicepresidencia del OAPN.
En 1996 se creó el Ministerio de Medio Ambiente, integrándose el órgano en este y perdiendo algunas competencias (materia agraria, cinegética y de producción forestal) que se mantuvieron en el ámbito del Ministerio de Agricultura. Se elevó su estructura a tres subdirecciones generales: de Conservación de la Biodiversidad, de Política Forestal, y de Coordinación Administrativa. En 2000, la Subdirección General de Política Forestal se renombró como Subdirección General de Montes.

### Segunda etapa (2004-2011)
En 2004 el órgano se renombra como Dirección General para la Biodiversidad, existiendo con tal nombre hasta 2008. Durante este periodo, las subdirecciones de este órgano se renombran como: de Vida Silvestre, de Política Forestal y Desertificación, y de Coordinación y Banco de Datos de la Biodiversidad, respectivamente. En 2008 se vuelve a renombrar como Dirección General de Medio Natural y Política Forestal dentro del Ministerio de Medio Ambiente, y Medio Rural y Marino, y se estructuraba a través de las subdirecciones generales de Biodiversidad, de Política Forestal y Desertificación, y de Inventario del Patrimonio Natural y la Biodiversidad.
A finales de 2011, se suprimió el Ministerio de Medio Ambiente y sus funciones se integraron en el Ministerio de Agricultura, Alimentación y Medio Ambiente. A raíz de esto, se simplificaron los órganos directivos del Departamento, pasando gran parte de las funciones de biodiversidad a la Dirección General de Calidad y Evaluación Ambiental y Medio Natural y las de política forestal a la Dirección General de Desarrollo Rural y Política Forestal.

### Tercera etapa (2020-)
A principios de 2020, la Dirección General de Calidad y Evaluación Ambiental y Medio Natural, que desde 2018 se llamaba Dirección General de Biodiversidad y Calidad Ambiental, se dividió sus funciones en dos; por una parte, las funciones tradicionales sobre calidad y evaluación ambiental se mantuvieron en ese órgano, que recuperó su denominación original, mientras que las relativas a biodiversidad se traspasaron a este órgano, que fue recuperado bajo el nombre de Dirección General de Biodiversidad, Bosques y Desertificación. Además, asumió algunas funciones de la Dirección General de Sostenibilidad de la Costa y del Mar relativas a la biodiversidad marina y de la extinta Dirección General de Desarrollo Rural, Innovación y Política Forestal relativas a la política forestal.

## Estructura y funciones
La Dirección General se estructura a través de dos órganos directivos, a través de los que ejerce sus funciones:
- La Subdirección General de Biodiversidad Terrestre y Marina, a la que corresponde la planificación, la formulación de estrategias, planes, programas, directrices básicas comunes y medidas para la conservación y el uso sostenible del patrimonio natural y la biodiversidad, de acuerdo con los programas comunitarios e internacionales de conservación de la biodiversidad, y en coordinación, en el caso de la conservación de la diversidad biológica y de los recursos del medio marino, con la Dirección General de la Costa y el Mar, como parte fundamental de las medidas de las estrategias marinas de España; el impulso de ejecución de las funciones del Plan Estratégico Estatal del Patrimonio Natural y de la Biodiversidad, el seguimiento y la evaluación de su aplicación y la elaboración de sus planes sectoriales; el impulso de la Estrategia estatal de infraestructura verde y de la conectividad y restauración ecológicas y del Plan de acción español contra el tráfico ilegal y el furtivismo internacional de especies silvestres;la elaboración del Inventario Español del Patrimonio Natural y de la Biodiversidad, de acuerdo con el artículo 9 de la Ley del Patrimonio Natural y de la Biodiversidad de 2007, así como la elaboración y actualización del Inventario Español de Hábitats y Especies Marinas; la contabilidad del patrimonio natural en coordinación con el Instituto Nacional de Estadística; el desarrollo de la Red EIONET-Naturaleza y la función de centro nacional de referencia de la Agencia Europea de Medio Ambiente en estas materias; la representación de los intereses españoles en la Unión Europea y foros internacionales en el ámbito del Convenio sobre el Comercio Internacional de Especies Amenazadas de Fauna y Flora Silvestres (CITES); las actuaciones en calidad de autoridad administrativa del Convenio CITES, y órgano de gestión principal del Convenio CITES; las funciones derivadas de las competencias que la Ley 42/2007, de 13 de diciembre, atribuye a la Administración General del Estado (AGE), sin perjuicio de las competencias que corresponden a otros órganos o departamentos; el inicio y tramitación de los expedientes sancionadores regulados por la Ley 42/2007, de 13 de diciembre, en materia de biodiversidad marina, así como la imposición de sanciones por infracciones graves y leves, sin perjuicio de las competencias que correspondan a otros órganos o departamentos; las funciones derivadas de las competencias que el artículo 6 de la Ley 42/2007, de 13 de diciembre, atribuye a la AGE y las que la Ley de Protección del Medio Marino de 2010, atribuye al Departamento, en lo referente a la Red de Áreas Marinas Protegidas de España y las especies y hábitats marinas, y los informes preceptivos de afección a hábitats y especies marinas y a espacios marinos protegidos; la propuesta de declaración y la gestión de Áreas Marinas Protegidas, lugares de la Red Natura 2000 marinos, áreas marinas protegidas por instrumentos internacionales y otros espacios naturales protegidos marinos cuya gestión corresponda a la AGE; la programación de los proyectos en materia de biodiversidad susceptibles de financiación con fondos europeos y la elaboración de la documentación necesaria, así como el seguimiento y la evaluación de dichos proyectos; la elaboración de criterios comunes para el desarrollo, conservación, gestión y financiación de la Red Natura 2000 y de los espacios naturales protegidos, incluyendo los humedales, y su integración en las políticas sectoriales, en especial las de desarrollo rural y pesquera, en coordinación con el Ministerio de Agricultura, Pesca y Alimentación, las de planificación hidrológica, en coordinación con la Dirección General del Agua, y las de gestión del dominio público marítimo-terrestre, en coordinación con la Dirección General de la Costa y el Mar; y la elaboración de informes previos a los pronunciamientos ambientales de los procedimientos de evaluación ambiental, cuando resulten exigibles por la aplicación de la normativa de biodiversidad.
- La Subdirección General de Política Forestal y Lucha contra la Desertificación, a la que le corresponde la propuesta y definición, en colaboración con las comunidades autónomas, de los objetivos generales de la política forestal española mediante la Estrategia Forestal Española y el Plan Forestal Español, así como la coordinación, en el ámbito de sus competencias, de su aplicación y seguimiento; la participación en la Estrategia Española de Bioeconomía Horizonte 2030 y en su Plan de Acción; la elaboración, en colaboración con el Ministerio de Agricultura, Pesca y Alimentación y con las comunidades autónomas, del Programa de Acción Nacional contra la Desertificación, así como la coordinación, en el ámbito de las competencias del Ministerio, de su aplicación y seguimiento; la propuesta y definición, en colaboración con las comunidades autónomas, del Plan Nacional de actuaciones prioritarias de restauración hidrológico-forestal, así como la coordinación, en el ámbito de sus competencias, de su aplicación y seguimiento, y las actuaciones hidrológico-forestales de emergencia en terrenos afectados por inundaciones, temporales extraordinarios o grandes incendios que supongan riesgo inmediato de erosión del suelo o grave peligro para poblaciones o bienes, en el ámbito de actuación de la AGE; la planificación, coordinación, ejecución, modernización y seguimiento de infraestructuras de prevención de incendios forestales, en el ámbito de competencias de la AGE, así como la ejecución de obras forestales declaradas de interés general junto con la realización, supervisión y control de estudios y proyectos con ellas relacionadas; las funciones que la legislación de montes, aprovechamientos forestales y vías pecuarias atribuye a la AGE, y en particular el despliegue de medios estatales de apoyo a las comunidades autónomas para la cobertura de los montes contra incendios; la elaboración, en colaboración con las comunidades autónomas, de las directrices básicas comunes de gestión forestal sostenible; el ejercicio de las funciones en materias de competencia estatal para el cumplimiento del Reglamento (CE) n.º 2173/2005 del Consejo, de 20 de diciembre de 2005, relativo al establecimiento de un sistema de licencias FLEGT para las importaciones de madera en la Comunidad Europea, y del Reglamento (UE) n.º 995/2010 del Parlamento Europeo y del Consejo, de 20 de octubre de 2010, por el que se establecen las obligaciones de los agentes que comercializan madera y productos de la madera (EUTR); la recopilación, digitalización, elaboración y sistematización de la información forestal para mantener y actualizar la información forestal española en las materias competencia de la Dirección General y su integración en el Inventario Español de Patrimonio Natural y de la Biodiversidad; y la aplicación y seguimiento de la Estrategia Española para la Conservación y el Uso Sostenible de los Recursos Genéticos Forestales en colaboración con el Ministerio de Agricultura, Pesca y Alimentación y las comunidades autónomas.

Ambas subdirecciones generales, en el ámbito de sus competencias, son responsables de la formulación de la política nacional en materia de protección, la conservación del patrimonio natural y de la biodiversidad y la elaboración de normativa que permita cumplir con los objetivos establecidos por dicha política; el ejercicio de las funciones de representación del Ministerio en los organismos internacionales y el seguimiento de los convenios internacionales en las materias de su competencia y, cuando corresponda, el ejercicio de la función de punto focal nacional, en concreto, el ejercicio de la función de punto focal de la Convención de las Naciones Unidas para la Lucha contra la Desertificación y el ejercicio de punto focal nacional ante el Convenio de Naciones Unidas sobre la Diversidad Biológica y su Protocolo de Nagoya, y ante el Convenio de Ramsar, entre otros, así como la representación del Ministerio en la Comisión Ballenera Internacional; la participación en la planificación de la política de investigación en materia de biodiversidad y la promoción, en el ámbito de las competencias del Ministerio, de la investigación forestal y de la educación y formación forestal; la promoción de la integración de las políticas ambientales desarrolladas por la Dirección General, en el conjunto de las políticas sociales y económicas; y la coordinación y cooperación con las comunidades autónomas en el ámbito de las políticas ambientales desarrolladas por la Dirección General, sin perjuicio de las competencias de aquellas

### Organismos adscritos
- La Fundación Biodiversidad.

## Directores generales
1. Fernando Estirado Gómez (1995-1996)[11]
2. Carlos del Álamo Jiménez (1996-1997)[12]
3. Enrique Alonso García (1997-1999)[13]
4. Alberto Ruiz del Portal Mateos (1999-2000)[14]
5. Inés González Doncel (2000-2004)[15]
6. José Luis Herranz Sáez (2004-2008)[16]
7. José Luis Herranz Sáez (2008-2009)[17]
8. Juan Garay Zabala (junio-diciembre de 2009)[18]
9. José Jiménez García-Herrera (2009-2011)[19]
10. Jorge Luis Marquínez García (2020-2022)[20]
11. María Jesús Rodríguez de Sancho (2022-presente)[21]